# Román Filiú
Román Filiú O’Reilly (* 17. August 1972 in Santiago de Cuba) ist ein kubanischer Jazzmusiker (Tenor-, Alt- und Sopransaxophon).

## Leben und Wirken
Filiú stammt aus einer Musikerfamilie; und sein Vater war einer der Lehrer der Pianisten Aruán Ortiz und David Virelles. Der durch Paul Hindemith und die russische Klavierschule geprägte Filiú lernte zunächst Klavier und gab bereits im Alter von acht Jahren öffentliche Konzerte; nach einer Asthmaerkrankung wechselte er mit zehn Jahren ans Saxophon, das er am Instituto Superior de Arte in Havanna studierte. Seit 1992 gehörte er zur Gruppe von Issac Delgado, mit dem er auch aufnahm.
Er war dann als Saxophonprofessor an der Nationalen Musikschule (Escuela Nacional de Musica) in dieser Stadt tätig und mit Dany Brillant im Studio. 1997 trat Filiú als Nachfolger von Paquito D’Rivera der von Chucho Valdés geleiteten Band Irakere bei, der er bis 2006 angehörte. 1997 war er beteiligt an der Aufnahme des Albums Babalú Ayé, das für die Grammy Awards 1999 nominiert wurde; zwei weitere Alben mit Irakere folgten. Daneben spielte er mehrere Alben mit dem Projekt Havana Jam Session ein.
Zudem spielte Filiú Altsaxophon auf Chucho Valdés’ Album New Conceptions, das 2004 mit einem Grammy ausgezeichnet wurde. Eine weitere wichtige Zusammenarbeit als Sideman war seine Arbeit mit David Murray; er war der musikalische Leiter von Murrays Latin Big Band bei drei Alben, die zwischen 2002 und 2009 entstanden. Seit 2005 lebte er in Madrid und war auch mit Ojos de Brujo, Yelsy Heredia und der Dr. Macaroni Brass Band im Studio; erst 2011 kam er nach New York, wo er bereits im Vorjahr das Album Musae (mit David Virelles, Reinier Elizarde, Marcus Gilmore, Dafnis Prieto und Adam Rogers) aufgenommen hatte. Weitere Alben unter eigenem Namen folgten, zuletzt 2018 Quarteria in Septettbesetzung.  Außerdem hat Filiu mit Musikern wie Lázaro Ros, Compay Segundo, Omara Portuondo, Pablo Milanés, Doug Hammond, David Virelles, Gonzalo Rubalcaba, Dafnis Prieto, Steve Coleman, Henry Threadgill, Maria Grand, Marta Sánchez (El Rayo de Luz (2019), SAAM (Spanish American Art Museum), 2022), Gabriel Vicéns und der Gruppe Incognito gespielt und aufgenommen.